# Eustachy Hryczyna Kierdej
Eustachy Hryczyna Kierdej herbu Trąby – skarbnik piński w latach 1665-1676.
Był elektorem Michała Korybuta Wiśniowieckiego z województwa brzeskolitewskiego w 1669 roku.